# فرح العمدة (مسلسل)
فرح العمدة مسلسل دراما مصري من بطولة غادة عادل وصلاح عبد الله وأيتن عامر وسعيد صالح ومن إخراج أحمد صقر، عرض المسلسل في رمضان 2012.

## قصة المسلسل
تدور أحداث المسلسل حول فتاة متعثرة في حياتها، تتزوج من مصور فوتوغرافي تنتقل معه إلى محافظة الشرقية، ثم يموت وتصبح أرملة تواجه حياة صعبة بعد وفاته.

## الممثلون
- غادة عادل
- صلاح عبد الله
- أحمد صفوت
- نضال نجم
- أيتن عامر
- سعيد صالح
- خيرية أحمد
- محمد أبو داود
- ميمي جمال
- جيهان قمري
- فتوح أحمد
- مصطفى حشيش
- حسين المملوك
- محمد حسني
- صبري عبد المنعم
- شعبان حسين
- أحلام الجريتلي
- تغريد البشبيشي